# Myiozetetes
Myiozetetes is een geslacht van zangvogels uit de familie tirannen (Tyrannidae).

## Soorten
Het geslacht kent de volgende soorten:
- Myiozetetes cayanensis – Roestvleugeltiran
- Myiozetetes granadensis – Grijskruintiran
- Myiozetetes luteiventris – Kortsnaveltiran
- Myiozetetes similis – Roodkruintiran